# Гедій Лолліан Теренцій Гентіан
Гедій Лолліан Теренцій Гентіан (лат. Hedius Lollianus Terentius Gentianus; ? — після 211) — державний та військовий діяч часів Римської імперії, консул 211 року.

## Життєпис
Походив із патриціанського роду Гедіїв. Син Квінта Гедія Руфа Лолліана Гентіана, консула-суффекта 186 року. Про молоді роки немає відомостей. У 200 році став претором. Згодом став фламіном Марса, vir clarissimus. У 209–211 роках відомий як імператорський легат-пропретор провінції Кам'яниста Аравія. У 211 році призначений консулом, разом з Помпонієм Бассом. Про подальшу діяльність нічого невідомо.

## Родина
Дружина — Помпонія Петіна